# Elle ne pleure pas, elle chante
Pour le film sorti en 2012, voir Elle ne pleure pas, elle chante (film).
Elle ne pleure pas, elle chante est un album de bande dessinée publié en 2004, écrit par Éric Corbeyran (d'après le roman d'Amélie Sarn) et dessiné par Thierry Murat.

## Publication
Ce roman graphique est publié en 2004 aux Éditions Delcourt. C'est une adaptation du roman éponyme autobiographique d'Amélie Sarn.

## Synopsis
Le sujet de la BD, comme celui du roman dont elle est tirée, est l'inceste.

## Éditions
- Delcourt (Collection Mirages) : première édition  (ISBN 2-84789-176-5) (2004).